# Лак (регіон)
Лак (фр. Lac — озеро, араб. منطقة البحيرة) — адміністративний регіон в Республіці Чад. Свою назву він отримав від озера Чад, що займає значну частину його площі.
- Адміністративний центр - місто Бол.
- Площа - 23 000 км², населення - 451 369 чоловік (2009 рік).

## Географія
Регіон Лак розташований на крайньому заході Чаду. Територіально Лак відповідає колишній префектурі Лак. На півночі межує з регіоном Канем, на півдні з регіоном Хаджер-Ламіс. Із заходу і південного заходу простягається озеро Чад; тут сходяться державні кордони Чаду з Нігером, Нігерією та Камеруном.

## Населення
Найбільші етноси, які населяють регіон - канембу (66% від загального числамешканців) та будума (18%).

## Адміністративний поділ
В адміністративному відношенні Лак розділений на 2 департаменту: Манді (складається з 5 підпрефектур) та Ваї (3 підпрефектури).